# Пауки-мешкопряды
Пауки-мешкопряды (лат. Clubionidae) — семейство аранеоморфных пауков (Araneomorphae). К этому семейству относят около 563 современных видов пауков, объединяемых в 15 родов. Активные хищники.

## Состав группы

### Современные представители
563 современных вида объединяют в 15 родов:
- Anaclubiona Ono, 2010 — Япония, Тайвань.
- Carteroniella Strand, 1907 — Южная Африка
- Carteronius Simon, 1897 — Мадагаскар, Маврикий, Сьерра-Леоне
- Clubiona Latreille, 1804typus — всесветное распространение, 456 видов
- Clubionina Berland, 1947 — остров Сен-Поль
- Dorymetaecus Rainbow, 1920 — Лорд-Хау
- Elaver O. P-Cambridge, 1898 — Новый Свет, Филиппины
- Malamatidia Deeleman-Reinhold, 2001 — Малайзия, Индонезия
- Matidia Thorell, 1878 — Южная Азия, Океания
- Nusatidia Deeleman-Reinhold, 2001 — Южная Азия
- Pristidia Deeleman-Reinhold, 2001 — Южная Азия
- Pteroneta Deeleman-Reinhold, 2001 — Южная Азия, Австралия
- Scopalio Deeleman-Reinhold, 2001 — Калимантан
- Simalio Simon, 1897 — Индия, Шри-Ланка, Филиппины, Тринидад
- Tixcocoba Gertsch, 1977 — Мексика

### Ископаемые представители
Ископаемые останки представителей семейства известны из кайнозойских отложений начиная с палеозоя. Значительная их часть известна из инклюзов в янтаре (преимущественно в балтийском). 24 ископаемых вида Clubionidae включают в следующие роды:
- † Chiapasona Petrunkevitch, 1963
- Clubiona Latreille, 1804 — есть современные представители[1][4];
- † Concursator Petrunkevitch, 1958
- † Desultor Petrunkevitch, 1942
- Elaver O. P-Cambridge, 1898 — есть современные представители[1][4];
- † Eobumbatrix Petrunkevitch, 1922
- † Eodoter Petrunkevitch, 1958
- † Eostentatrix Petrunkevitch, 1922
- † Eoversatrix Petrunkevitch, 1922
- † Machilla Petrunkevitch, 1958 — принадлежность к Clubionidae спорна[4];
- † Massula Petrunkevitch, 1942 — принадлежность к Clubionidae спорна[4];
- † Prosocer Petrunkevitch, 1963
- † Systariella Wunderlich, 2004